# Physcomitrella bartlettii
Physcomitrella bartlettii là một loài Rêu trong họ Funariaceae. Loài này được Fife mô tả khoa học đầu tiên năm 1982.